# Brachytarsina theodori
Brachytarsina theodori är en tvåvingeart som beskrevs av Advani och Vazirani 1981. Brachytarsina theodori ingår i släktet Brachytarsina och familjen lusflugor. Inga underarter finns listade i Catalogue of Life.